# ليندر ريتشاردسون
ليندر ريتشاردسون (بالإنجليزية: Leander Richardson) هو صحفي وكاتب أمريكي، ولد في 28 فبراير 1856 في سينسيناتي في الولايات المتحدة، وتوفي في 2 فبراير 1918 بسبب ذات الرئة.

## وصلات خارجية
- ليندر ريتشاردسون على موقع قاعدة بيانات برودواي على الإنترنت (الإنجليزية)